# 徐水刘伶墓
刘伶墓，位于中国河北省保定市张华村，为保定市徐水县的一个省级文物保护单位，类型为古墓葬，公布时间为1982年7月23日。
刘伶墓的历史年代为。